# Zheng Jie
Este es un nombre chino; el apellido es Zheng.
Zheng Jie es una jugadora de tenis profesional china, nacida el 5 de julio de 1983 en He Nan China.
La tenista china ha ganado varios títulos del circuito profesional WTA tanto en individuales como sobre todo, donde más destaca, en dobles donde ha llegado a ser la número 3 del mundo.
Representó a China en los Juegos Olímpicos de Pekín 2008, donde obtuvo la medalla de bronce en el torneo de dobles femenino junto a Yan Zi.

## Torneos de Grand Slam

### Dobles

#### Victorias (2)
| Año  | Torneo               | Pareja | Oponentes en la final        | Resultado        |
| 2006 | Abierto de Australia | Yan Zi | Lisa Raymond Samantha Stosur | 2–6, 7–6(7), 6–3 |
| 2006 | Wimbledon            | Yan Zi | Virginia Ruano Paola Suárez  | 6–3, 3–6, 6–2    |

#### Finalistas (1)
| Año  | Torneo               | Pareja        | Oponentes en la final                | Resultado   |
| 2015 | Abierto de Australia | Yung-Jan Chan | Bethanie Mattek-Sands Lucie Šafářová | 4-6, 6-7(5) |

## Títulos (15; 3+12)

### Individuales

#### Victorias (4)
| Leyenda: Antes de 2009 | Leyenda: A partir de 2009 |
| ---------------------- | ------------------------- |
| Grand Slam (0)         |                           |
| Juegos Olímpicos (0)   |                           |
| WTA Championships (0)  |                           |
| Tier I (0)             | Premier Mandatory (0)     |
| Tier II (0)            | Premier 5 (0)             |
| Tier III (0)           | Premier (0)               |
| Tier IV & V (3)        | International (1)         |

| N.º | Fecha                | Torneo    | Superficie    | Oponente en la final | Resultado           |
| --- | -------------------- | --------- | ------------- | -------------------- | ------------------- |
| 1.  | 20 de enero de 2005  | Hobart    | Dura          | Gisela Dulko         | 6-2, 6-0            |
| 2.  | 13 de mayo de 2006   | Estoril   | Tierra batida | Li Na                | 6-7(5), 7-5, ret.   |
| 3.  | 19 de agosto de 2006 | Estocolmo | Dura          | Anastasiya Myskina   | 6-4, 6-1            |
| 4.  | 8 de enero de 2012   | Auckland  | Dura          | Flavia Pennetta      | 2-6, 6-3, 2-0, ret. |

#### Finalista (3)
- 2005: Rabat (pierde ante Nuria Llagostera).
- 2010: Varsovia (pierde ante Alexandra Dulgheru).
- 2014: 's-Hertogenbosch (pierde ante Coco Vandeweghe).

### Dobles

#### Victorias (15)
| Leyenda: Antes de 2009 | Leyenda: A partir de 2009 |
| ---------------------- | ------------------------- |
| Grand Slam (2)         |                           |
| Juegos Olímpicos (0)   |                           |
| WTA Championships (0)  |                           |
| Tier I (2)             | Premier Mandatory (0)     |
| Tier II (2)            | Premier 5 (1)             |
| Tier III (3)           | Premier (2)               |
| Tier IV & V (2)        | International (1)         |

| N.º | Fecha                   | Torneo               | Superficie    | Pareja          | Oponentes en la final                      | Resultado           |
| --- | ----------------------- | -------------------- | ------------- | --------------- | ------------------------------------------ | ------------------- |
| 1.  | 20 de enero de 2005     | Hobart               | Dura          | Yan Zi          | Anabel Medina Dinara Sáfina                | 6-4, 7-5            |
| 2.  | 18 de febrero de 2005   | Hyderabad            | Dura          | Yan Zi          | Li Ting Tiantian Sun                       | 6-4, 6-1            |
| 3.  | 10 de febrero de 2006   | Abierto de Australia | Dura          | Yan Zi          | Lisa Raymond Samantha Stosur               | 2-6, 7-6(7), 6-3    |
| 4.  | 20 de mayo de 2006      | Berlín               | Tierra batida | Yan Zi          | Elena Dementieva Flavia Pennetta           | 6-2, 6-3            |
| 5.  | 27 de mayo de 2006      | Rabat                | Tierra batida | Yan Zi          | Ashley Harkleroad Bethanie Mattek          | 6-1, 6-3            |
| 6.  | 30 de junio de 2006     | 's-Hertogenbosch     | Hierba        | Yan Zi          | Ana Ivanović Maria Kirilenko               | 3-6, 6-2, 6-2       |
| 7.  | 21 de julio de 2006     | Wimbledon            | Hierba        | Yan Zi          | Virginia Ruano Paola Suárez                | 6-3, 3-6, 6-2       |
| 8.  | 1 de septiembre de 2006 | New Haven            | Dura          | Yan Zi          | Lisa Raymond Samantha Stosur               | 6-4, 6-2            |
| 9.  | 21 de abril de 2007     | Charleston           | Tierra batida | Yan Zi          | Peng Shuai Sun Tiantian                    | 7-5, 6-0            |
| 10. | 1 de junio de 2007      | Estrasburgo          | Tierra batida | Yan Zi          | Alicia Molik Sun Tiantian                  | 6-3, 6-4            |
| 11. | 16 de enero de 2008     | Sídney               | Dura          | Yan Zi          | Tatiana Perebiynis Tatiana Poutchek        | 6-4 7-6(5)          |
| 12. | 27 de febrero de 2010   | Kuala Lumpur         | Dura          | Yung-Jan Chan   | Anastasia Rodionova Arina Rodionova        | 6-7(4), 6-2, [10-7] |
| 13. | 8 de agosto de 2010     | San Diego            | Dura          | Maria Kirilenko | Lisa Raymond Rennae Stubbs                 | 6-4, 6-4            |
| 14. | 15 de mayo de 2011      | Roma                 | Tierra batida | Peng Shuai      | Vania King Yaroslava Shvedova              | 6-2, 6-3            |
| 15. | 24 de agosto de 2013    | New Haven            | Dura          | Sania Mirza     | Anabel Medina Garrigues Katarina Srebotnik | 6-3, 6-4            |

#### Finalista (15)
- 2003: Viena (junto a Yan Zi pierden ante Li Ting y Sun Tiantian).
- 2005: Bali (junto a Yan Zi pierden ante Anna-Lena Groenefeld y Meghann Shaughnessy).
- 2005: Pekín (junto a Yan Zi pierden ante Nuria Llagostera y María Vento).
- 2006: Pattaya City (junto a Yan Zi pierden ante Li Ting y Sun Tiantian).
- 2006: Estocolmo (junto a Yan Zi pierden ante Eva Birnerova y Jarmila Gajdošová).
- 2008: Gold Coast (junto a Yan Zi pierden ante Dinara Sáfina y Ágnes Szávay).
- 2008: Dubái (junto a Yan Zi pierden ante Cara Black y Liezel Huber).
- 2008: Indian Wells (junto a Yan Zi pierden ante Dinara Safina y Yelena Vesnina).
- 2009: Varsovia (junto a Yan Zi pierden ante Raquel Kops-Jones y Bethanie Mattek-Sands).
- 2010: Stanford (junto a Yung-Jan Chan pierden ante Liezel Huber y Lindsay Davenport).
- 2011: Pattaya City (junto a Sun Shengnan pierden ante Sara Errani y Roberta Vinci).
- 2012: Bruselas (junto a Alicja Rosolska pierden ante Bethanie Mattek-Sands y Sania Mirza).
- 2012: Cincinnati (junto a Katarina Srebotnik pierden ante Andrea Hlavackova y Lucie Hradecka).
- 2015: Abierto de Australia (junto a Yung-Jan Chan pierden ante Bethanie Mattek-Sands y Lucie Šafářová).
- 2015: Eastbourne (junto a Yung-Jan Chan pierden ante Caroline Garcia y Katarina Srebotnik).

### Individual
| Torneo          | 2004 | 2005 | 2006 | 2007 | 2008 | 2009 | 2010 | 2011 | 2012 | 2013 | 2014 | 2015 | G-P   | Títulos |
| --------------- | ---- | ---- | ---- | ---- | ---- | ---- | ---- | ---- | ---- | ---- | ---- | ---- | ----- | ------- |
| Australian Open | 1R   | 1R   | 1R   | 1R   | -    | 4R   | SF   | -    | 4R   | 3R   | 3R   | 1R   | 15–10 | 0       |
| Roland Garros   | 4R   | 1R   | 2R   | 1R   | 3R   | 2R   | 2R   | 2R   | 2R   | 3R   | 1R   |      | 12–11 | 0       |
| Wimbledon       | 1R   | -    | 3R   | -    | SF   | 2R   | 2R   | 2R   | 3R   | 1R   | 2R   |      | 13–9  | 0       |
| US Open         | 1R   | 2R   | 2R   | -    | 3R   | 3R   | 2R   | 2R   | 3R   | 3R   | 1R   |      | 12–10 | 0       |

### Dobles
| Torneo          | 2004 | 2005 | 2006 | 2007 | 2008 | 2009 | 2010 | 2011 | 2012 | 2013 | 2014 | 2015 | G-P   | Títulos |
| --------------- | ---- | ---- | ---- | ---- | ---- | ---- | ---- | ---- | ---- | ---- | ---- | ---- | ----- | ------- |
| Australian Open | CF   | 1R   | G    | SF   | SF   | 3R   | 3R   | -    | 3R   | CF   | 1R   |      | 25–9  | 0       |
| Roland Garros   | 1R   | 3R   | SF   | 1R   | 3R   | CF   | 3R   | 2R   | 3R   | 3R   | 1R   |      | 18–11 | 0       |
| Wimbledon       | 3R   | -    | G    | -    | 3R   | 3R   | 1R   | CF   | 1R   | 3R   | SF   |      | 21–8  | 0       |
| US Open         | 2R   | CF   | CF   | -    | CF   | CF   | SF   | 1R   | 1R   | SF   | CF   |      | 23–11 | 0       |